# هلپرینگهم
هلپرینگهم (به انگلیسی: Helpringham) یک روستا و محله مدنی در بریتانیا است که در نورث کستیون واقع شده‌است.